# Comuna Pîrohivți, Hmelnîțkîi
Pîrohivți (în ucraineană Пирогівці) este o comună în raionul Hmelnîțkîi, regiunea Hmelnîțkîi, Ucraina, formată din satele Cervona Zirka și Pîrohivți (reședința).

## Demografie
Componența lingvistică a comunei Pîrohivți
     Ucraineană (96,82%)
     Rusă (2,54%)
     Alte limbi (0,12%)
Conform recensământului din 2001, majoritatea populației comunei Pîrohivți era vorbitoare de ucraineană (96,82%), existând în minoritate și vorbitori de rusă (2,54%).